# Formicarius rufipectus
Formicarius rufipectus е вид птица от семейство Formicariidae.

## Разпространение
Видът е разпространен във Венецуела, Еквадор, Колумбия, Коста Рика, Панама и Перу.